# Revonnas
Revonnas és un municipi francès situat al departament de l'Ain i a la regió d'Alvèrnia-Roine-Alps. L'any 2007 tenia 650 habitants.

## Demografia

### Població
El 2007 la població de fet de Revonnas era de 650 persones. Hi havia 244 famílies de les quals 50 eren unipersonals (23 homes vivint sols i 27 dones vivint soles), 54 parelles sense fills, 105 parelles amb fills i 35 famílies monoparentals amb fills.
La població ha evolucionat segons el següent gràfic:
Habitants censats

### Habitatges
El 2007 hi havia 272 habitatges, 250 eren l'habitatge principal de la família, 15 eren segones residències i 7 estaven desocupats. 258 eren cases i 15 eren apartaments. Dels 250 habitatges principals, 209 estaven ocupats pels seus propietaris, 40 estaven llogats i ocupats pels llogaters i 2 estaven cedits a títol gratuït; 8 tenien dues cambres, 26 en tenien tres, 67 en tenien quatre i 149 en tenien cinc o més. 220 habitatges disposaven pel capbaix d'una plaça de pàrquing. A 70 habitatges hi havia un automòbil i a 167 n'hi havia dos o més.

### Piràmide de població
La piràmide de població per edats i sexe el 2009 era:
| Homes | Edats   | Dones |
| ----- | ------- | ----- |
| 0     | 95 o +  | 0     |
| 0     | 90 a 94 | 0     |
| 0     | 85 a 89 | 0     |
| 0     | 80 a 84 | 0     |
| 12    | 75 a 79 | 12    |
| 8     | 70 a 74 | 12    |
| 16    | 65 a 69 | 20    |
| 4     | 60 a 64 | 12    |
| 24    | 55 a 59 | 32    |
| 20    | 50 a 54 | 12    |
| 24    | 45 a 49 | 16    |
| 16    | 40 a 44 | 8     |
| 12    | 35 a 39 | 24    |
| 24    | 30 a 34 | 16    |
| 16    | 25 a 29 | 12    |
| 16    | 20 a 24 | 0     |
| 20    | 15 a 19 | 16    |
| 20    | 10 a 14 | 12    |
| 12    | 5 a 9   | 16    |
| 12    | 0 a 4   | 8     |

## Economia
El 2007 la població en edat de treballar era de 407 persones, 312 eren actives i 95 eren inactives. De les 312 persones actives 298 estaven ocupades (158 homes i 140 dones) i 15 estaven aturades (5 homes i 10 dones). De les 95 persones inactives 52 estaven jubilades, 27 estaven estudiant i 16 estaven classificades com a «altres inactius».

### Ingressos
El 2009 a Revonnas hi havia 271 unitats fiscals que integraven 721 persones, la mediana anual d'ingressos fiscals per persona era de 22.375 €.

### Activitats econòmiques
Dels 20 establiments que hi havia el 2007, 3 eren d'empreses de construcció, 5 d'empreses de comerç i reparació d'automòbils, 2 d'empreses de transport, 2 d'empreses d'hostatgeria i restauració, 3 d'empreses de serveis, 4 d'entitats de l'administració pública i 1 d'una empresa classificada com a «altres activitats de serveis».
Dels 3 establiments de servei als particulars que hi havia el 2009, 1 era una lampisteria i 2 restaurants.
L'any 2000 a Revonnas hi havia 6 explotacions agrícoles.

## Equipaments sanitaris i escolars
El 2009 hi havia una escola elemental.

## Poblacions més properes
El següent diagrama mostra les poblacions més properes.